# South Scotia Ridge
South Scotia Ridge – grzbiet śródoceaniczny na Oceanie Południowym. Stanowi granicę między Płytą Scotia a płytą antarktyczną oraz południową granicę Morza Scotia, od którego pochodzi jego nazwa.